# آلاروبیا واتوسولا
آلاروبیا واتوسولا (به لاتین: Alarobia Vatosola) یک منطقهٔ مسکونی در ماداگاسکار است که در آنالامانگا واقع شده‌است. آلاروبیا واتوسولا ۱۴٬۷۷۷ نفر جمعیت دارد و ۱٬۴۸۶ متر بالاتر از سطح دریا واقع شده‌است.